# Nieder-Erlenbach (Frankfurt nad Menem)
Nieder-Erlenbach, Frankfurt-Nieder-Erlenbach – 42. dzielnica (Stadtteil) miasta Frankfurt nad Menem, w Niemczech, w kraju związkowym Hesja. Należy do okręgu administracyjnego Nieder-Erlenbach.